# Members Only (gruppo musicale)
I Members Only, noti anche come VR All-Stars o abbreviati M.O., sono un gruppo musicale statunitense formatosi nel 2014 nella Contea di Broward, in Florida.
Il gruppo è strettamente associato ai Very Rare e i membri di entrambi i collettivi si chiamano VR All-Stars. I Members Only originariamente erano un duo formato da XXXTentacion e Ski Mask the Slump God, che si unirono dopo l'incontro in un centro di detenzione minorile.

## Carriera
I Members Only originariamente erano un duo composto da XXXTentacion e Ski Mask the Slump God, formatosi dopo essersi incontrati e aver fatto conoscenza mentre entrambi scontavano una condanna in un carcere minorile. Il loro primo progetto in coppia è stato intitolato Members Only, Vol. 1 ed è stato pubblicato il 20 aprile 2015.
Dopo 6 mesi, il duo ha pubblicato un altro progetto chiamato Members Only, Vol. 2, questa volta includendo altri artisti nelle varie canzoni di cui è composto l'album. Il duo era diventato un vero e proprio collettivo formato da artisti e produttori discografici. Tra gli altri, notevoli rapper della cultura musicale underground della Florida meridionale come Fukkit, Flyboy Tarantino, Vinny Changos e Kilo Jr. si unirono al gruppo.
Nel 2016, XXXTentacion fu recluso un'altra volta e il gruppo ha iniziato a scomparire, così come l'amicizia tra lui e Ski Mask. I membri del collettivo iniziarono a formare piccoli gruppi collaborativi tra di loro e l'attenzione generale del gruppo era caduta. Le relazioni tra XXXTentacion e alcuni ex membri del collettivo rimasero stagnanti anche dopo il suo rilascio. Dopo la caduta del collettivo, molti ex membri continuarono a rappresentare i Members Only come parte di un movimento piuttosto che di un vero e proprio gruppo musicale.
Mentre era ancora in prigione, XXXTentacion ha tenuto un live streaming su Periscope per i fan, nel quale ha annunciato il ritorno ufficiale dei Members Only nel 2017, composto da se stesso, Ski Mask the Slump God, Wifisfuneral, Craig Xen, Stain e altri membri sconosciuti. Nel live streaming ha anche annunciato l'uscita del mixtape successivo chiamato Members Only, Vol. 3. Il 18 giugno 2018, XXXTentacion venne ucciso durante un tentativo di rapina, davanti ad una concessionaria di motociclette. La settimana seguente alla morte di X, i Members Only ospitarono un evento a Miami in suo onore. Il 9 gennaio 2019 è stato annunciato da diversi membri che Members Only, Vol. 4 sarebbe stato pubblicato il 23 gennaio 2019.

## Formazione

### Formazione attuale
- Ski Mask the Slump God (2014 - in attività)
- Finn (2015 - in attività)
- Bass Santana (2015 - in attività)
- Kid Trunks (2015 - in attività)
- Flyboy Tarantino (2015 - in attività)
- StiK (2017 - in attività)
- KinSoul (2015 - in attività)
- Cooliecut (2017 - in attività)
- Killstation (2016 - in attività)
- Robb Banks (2017 - in attività)
- Ikabod Veins (2016 - in attività)
- Absentwill (2015 - in attività)
- Kidway (2017 - in attività)
- SB (2015 - in attività)
- Rawhool Mane (2017 - in attività)
- Bhris (2015 - in attività)
- prxz (2015 - in attività)
- DJ Scheme (2016 - in attività)
- PyVRX (2016 - in attività)

### Ex componenti
- 1HunnitJunior (2015-2016)
- Fukkit (2015-2017)
- XXXTentacion (2014-2018) †
- Khaed (2017-2019)
- Wifisfuneral (2015-2016)
- Craig Xen (2016-2019)
- Lil Hot Hands (2015-2017)
- Tank Head (2017-2019)
- Ratchet Roach (2017-2019)

## Discografia

### Album in studio
- 2019 – XXXTentacion presents: Members Only, Vol. 4

### Mixtape
- 2015 – Members Only, Vol. 2
- 2017 – Members Only, Vol. 3

### EP
- 2015 – Members Only, Vol. 1